# 結音 YUION
結音 YUION（ゆいおん）は、日本の女性アイドルグループ。東京都を拠点とする「ディアステージ」と、福岡県を拠点とする「IQプロジェクト」との共同プロジェクトから発足した東福合同ユニット。本体、東京チーム、福岡チームの3形態で活動した。

## 概要・略歴

### 結成期
2020年9月、東京・秋葉原のプロダクション「ディアステージ（#DSPM）」と、福岡県のプロダクション「ジョブ・ネット（IQプロジェクト）」が組んだ、ディアIQ合同ユニット・プロジェクトが発足する。
福岡のIQプロジェクトからは、年末にIQプロジェクト研究生から昇格した岩坂祐里、青山詩、橘杏來が参加（結音 WEST）。2021年1月、#DSPMから東京メンバー（結音 EAST）として、あさ陽あい（元メリーメリーファンファーレ）、キャンディスン（元BYOB）、隈本茉莉奈（虹のコンキスタドール）の3名を選出。それぞれがローマ字の芸名に変え、正式に「結音 YUION」を結成。3月から本格始動した。
同年8月にデジタルとMカード形態で1stシングルをリリース。その後も単独公演や楽曲の発表を重ね、結成2周年を迎えた2023年にフルアルバムをリリース。この機会をもって、EASTの創設メンバーAIとCANが卒業。

### 第二幕
2023年8月、虹のコンキスタドールからMIYU（桐乃みゆ）とTORA（大塚望由）をEASTの新メンバーに迎え、同月末の大型フェスや単独公演から再始動、グループの第2幕が開けた。9月には、バンコクの日本博にて初の海外遠征。11月下旬、TORAがアイドルの引退を表明。自ら制作した楽曲を置き土産に、12月21日の公演をもって卒業した。年明けから暫くは5人体制で活動。2024年5月から結音 YUION Firstツアーを開催。
2024年11月、翌年2月をもっての活動終了を発表。2025年2月11日に福岡、16日に東京のラストツアーを開催。東京公演には、OGであるAIとCANがサプライズで出演し花を添えた。そして翌週22日に結音 WEST単体の福岡公演をもって、4年間の活動に幕を閉じた。

### 活動停止後
MARINA（隈本茉莉奈）とMIYU（桐乃みゆ）は虹のコンキスタドール、MEKU（橘杏來）はLinQにそれぞれ専念。UTA（青山詩）は虹コンに予科生としてレンタル移籍し、歴代最速で本科生に昇格した。YUURI（岩坂祐里）はソロ活動に移行している。
さらに後日、YUURIとMEKUは『ゆめくり』という名の小ユニットを組み、結音 WESTのSNSなどの資産を引き継いだ活動を始めている。

## グループ関連
- ユニット名である「結音 YUION」は、和英混合した重複表記であるが、繰り返さず「ゆいおん」と読みは1度のみ。名前の意味・由来は、公式の説明では『日本の古くからある「結い」という言葉を入れ、東京と福岡が「結い」（縁）を運び、縁を音（音楽）で結ぶ』という意味の造語である[12]。
- グループ発足時の特色は、和（わ）を基調とした雅（みやび）なヴィジュアルを特徴とする。デビュー曲を「始まりの曲」という和訳で表現したり、音楽性もJ-POPを「和・POP」と言い換えている[13]。後年には和風だけに固執せず、ポピュラーなスタイルも取り入れている。
- 基本的には、東西のメンバーを合わせた結音 YUIONを本体とする。それぞれの本拠地（東京、福岡）では、ディアステージ所属の結音 EAST（ゆいおんイースト）、IQプロジェクト所属の結音 WEST（ゆいおんウエスト）のチーム編成に分かれて活動した。
- 活動個人としては、東京メンバーはディアステージ、福岡メンバーはUniiique（ユニーク）の各事業部に所属する。
- 担当プロデューサーは、創設から2023年まで元LinQの初代リーダー上原あさみが務めていた[14]。

## メンバー

### 最終ラインナップ
| 名前      | 名前                         | 生年月日              | 身体      | 出身地    | 色        | デビュー  | 備考                                                        |           |
| 結音 EAST | 結音 EAST                    | 結音 EAST             | 結音 EAST | 結音 EAST | 結音 EAST | 結音 EAST | 結音 EAST                                                   | 結音 EAST |
| --------- | ---------------------------- | --------------------- | --------- | --------- | --------- | --------- | ----------------------------------------------------------- | --------- |
| MARINA    | 隈本茉莉奈 (くまもと まりな) | 1998年7月27日（26歳） | 163cm     | 福岡県    | 藍色      | （結成）  | ディアステージより選抜 虹のコンキスタドール兼任             |           |
| MIYU      | 桐乃みゆ (きりの みゆ)       | 2001年1月16日（24歳） | 164cm     | 埼玉県    | 桜色      | 2023年8月 | ディアステージより選抜 虹のコンキスタドール兼任             |           |
| 結音 WEST |                              |                       |           |           |           |           |                                                             |           |
| YUURI     | 岩坂祐里 (いわさか ゆうり)   | 2003年9月6日（21歳）  | 165cm     | 佐賀県    | 菜の花色  | （結成）  | IQP研究生（3rd公演期）より昇格 → ソロ活動に移行             |           |
| UTA       | 青山詩 (あおやま うた)       | 2006年2月21日（19歳） | 162cm     | 熊本県    | 茜色      | （結成）  | IQP研究生（3rd公演期）より昇格 → 虹のコンキスタドール予科生 |           |
| MEKU      | 橘杏來 (たちばな めく)       | 2006年4月21日（19歳） | 163cm     | 福岡県    | 紅藤色    | （結成）  | IQP研究生（3rd公演期）より昇格 LinQ兼任                     |           |

### 旧メンバー
- AI（あさ陽あい、11月5日生・158cm、三重県出身） – 結成 - 2023年6月17日卒業。結音 EAST。牡丹色
- CAN（キャンディスン、11月16日生・165cm、福岡県出身） – 結成 - 2023年6月17日卒業。結音 EAST。秘色
- TORA（大塚望由、2000年12月20日生・165cm 、ドイツ出身） – 2023年8月26日デビュー - 12月21日卒業、2024年1月末離籍。結音 EAST。翡翠色

【臨時サポート】
- MIRAI（大葉みらい、2004年12月3日生・169cm、福岡県出身） – 2024年3月16日、HelloYouthメンバー、結音 WEST。

## ディスコグラフィ
レーベル: YUION Records、DEARSTAGE Records

### シングル
Mカード
- ヤッホー●ジパング（2021年8月21日）
- Deep Drip Trip（2024年2月28日）

デジタル
- ヤッホー●ジパング（2021年8月9日）
- HAREONDO（2022年3月21日）
- 桜色スタートライン（2022年3月27日）
- STAR MINE（2022年7月11日）
- Telepathy（2022年9月24日）
- 満月日記（2023年12月30日） - 作詞作曲：TORA（大塚望由）
- Deep Drip Trip（2024年2月3日）[15]

### アルバム
- 結-MUSUBI-（2023年6月10日）

### ミニアルバム・EP
デジタル
- BRAND NEW ME（2024年10月12日、DEARSTAGE Records）

### 結音WEST

#### シングル
デジタル
1. 3灯星（2024年5月1日） - 作詞：YUURI
2. Believe?（2024年6月28日）
3. シグナル（2024年10月25日） - 作詞：UTA